# Salé (prefectuur)
Salé is een prefectuur in de Marokkaanse regio Rabat-Salé-Kénitra.
Salé telt 823.485 inwoners op een oppervlakte van 695 km².

## Grootste plaatsen
| Plaats         | Inwoners (1994) | Inwoners (2004) |
| -------------- | --------------- | --------------- |
| Salé           | 579.035         | 760.186         |
| Sidi Bouknadel | 31.987          | 43.593          |
| Shoul          | 19.959          | 19.706          |

Ben Slimane · Khouribga · Settat · El Jadida · Safi · Boulmane · Fez · Moulay Yacoub · Sefrou · Kénitra · Sidi Kacem · Casablanca · Médiouna · Mohammedia · Nouaceur · Assa-Zag · Guelmim · Tan-Tan · Tata · Boujdour · Es-Semara · Lâayoune · Al Haouz · Chichaoua · Essaouira · Kelâat Es-Sraghna · Marrakech · Al Ismaïlia · El Hajeb · Errachidia · Ifrane · Khénifra · Meknès · Berkane · Figuig · Jerada · Driouch · Nador · Oujda-Angad · Taourirt · Aousserd · Oued ed Dahab · Khémisset · Rabat · Salé · Skhirat-Témara · Agadir-Ida-Ou-Tanane · Inezgane-Aït Melloul · Chtouka-Aït Baha · Ouarzazate · Taroudant · Tiznit · Zagora · Azilal · Béni-Mellal · Chefchaouen · Fahs-Bni Mkada · Larache · Tanger-Asilah · Tétouan · Al Hoceima · Taounate · Taza